# Liste der Orte in der kreisfreien Stadt Speyer

Wappen Speyer

Die Liste der Orte in der kreisfreien Stadt Speyer enthält die Gemeindeteile der Kreisfreien Stadt Speyer in Rheinland-Pfalz.
- Speyer, kreisfreie Stadt (Laufende Nr. des Gemeindeteiles)
  - Binshof (0101)
  - Deutschhof (0102)
  - Erster (1.) Richtweg (0103)
  - Kleine Lann (0104)
  - Ludwigshof (0105)
  - Reffenthal (0106)
  - Rinkenberger Forsthaus (0107)
  - Rinkenbergerhof (0108)
  - Spitzenrheinhof (0109)
  - Thomashof (0110)
  - Weiherhof (0111)